# Concerto pour piano no 4 de Rachmaninov
Pour un article plus général, voir Concerto pour piano.
Pour les articles homonymes, voir Concerto pour piano no 4 et Concerto pour piano (homonymie).
Le Concerto pour piano no 4 en sol mineur, op. 40, est le quatrième et dernier concerto pour piano et orchestre de Sergueï Rachmaninov. Écrit en 1926 aux États-Unis mais déjà commencé en Russie avant la révolution d'Octobre, la partition a été reprise par le compositeur en 1928, puis en 1941 : jugé trop long par Rachmaninov à la lecture du conducteur, il l'amputera d'une centaine de mesures, ce qui nuira certainement à l'unité de l'œuvre. Elle est dédiée au compositeur et pianiste russe Nikolaï Medtner.
Ce concerto est sûrement le moins connu de ceux qu'a écrits Rachmaninov, mais il est régulièrement joué en Russie. Il y aurait plusieurs raisons pour ce délaissement. La structure même du concerto a été critiquée pour être décousue et difficile à assimiler à la première écoute (voir les critiques de l'époque) : dans les premier et troisième mouvements s'enchaînent des cadences et des passages virtuoses ; seul le deuxième (Largo) montre un thème, un simple motif de quatre notes, encore qu'il soit proche du Concerto pour piano en la mineur de Schumann. En outre, le quatrième concerto fait partie des dernières œuvres de Rachmaninov, marquées par des chromatismes audacieux et l'influence du jazz.
Comme les trois autres concertos de Rachmaninov, le Quatrième Concerto comporte trois mouvements et son exécution dure environ vingt-cinq minutes :
- I - Allegro vivace (sol mineur)
- II - Largo (do majeur)
- III - Allegro vivace (sol mineur → ré bémol majeur → sol majeur)

## Historique

### Composition
Inquiété par la révolution d'Octobre, Rachmaninov décida de quitter la Russie avec sa femme et ses deux filles le 23 décembre 1917, prétextant un concert à Stockholm. Il ne reverra jamais son pays natal. Durant cet exil, il était hors de question pour Rachmaninov de composer avec une famille à nourrir. Rachmaninov avait beaucoup composé en Russie (près de 40 opus) et le quatrième concerto devait être sa première œuvre « américaine » ; mais les exigences d'une carrière de pianiste ont forcé Rachmaninov à reculer la composition du concerto pendant près de dix ans.
À Dresde, où il a beaucoup composé dans le passé, Rachmaninov songe à composer de nouveau. Il écrit dans une lettre à Nikolaï Medtner, dédicataire du concerto : « J'ai déjà commencé à travailler. J'avance lentement ». Après huit ans de tournée, il arrête les concerts en 1925 pour se consacrer à son quatrième concerto. Une partie du travail avait été commencée vers 1911 avec la troisième étude-tableau qui, retirée de la publication et publiée à titre posthume, fut réutilisée dans le Largo. Mais ce sont surtout les esquisses commencées en Russie et emportées à son départ de Russie qui en constituent l'ébauche. De plus, si à l'époque où il écrivit sa cadence pour la Rhapsodie hongroise no 2 de Liszt la composition n'était pas à l'ordre du jour, des esquisses du finale du concerto figurent au dos de ce manuscrit.
Bien qu'il ait eu un bon départ pour l'écriture de son œuvre, Rachmaninov a été interrompu plusieurs fois notamment par le décès prématuré de son gendre, qui s'était marié avec Irina moins d'un an auparavant. À cause de cette tragédie et d'autres évènements, il ne put finir l'œuvre avant le mois d'août suivant. De plus, Rachmaninov s'est toujours montré très sévère en matière d'autocritique. Le 8 septembre il se confie à Medtner sur la longueur de la partition : « Juste avant de quitter Dresde, j'ai reçu une copie du conducteur de mon nouveau concerto. Je rayonnais en voyant sa taille - 110 pages - et j'en fus horrifié ! Par pure lâcheté, je n'avais même pas vérifié sa durée. Il devra, comme le Ring, être interprété plusieurs soirées de suite ». Medtner lui répondit cinq jours plus tard et lui montra son désaccord envers ce jugement sur son concerto, et plus généralement de son attitude envers la longueur d'une œuvre. Le pianiste Josef Hofmann, un autre ami à qui Rachmaninov montra la partition, l'encouragea. Hofmann disait beaucoup aimer ce nouveau concerto, et espérait que les fréquents changements de mesure ne seraient pas un obstacle pour de futures performances.
Rachmaninov observa deux problèmes avec ce concerto : l'un étant le troisième mouvement qu'il trouvait trop long, l'autre l'omniprésence de l'orchestre. « L'orchestre n'est presque jamais silencieux, ce que je considère comme un grand péché. Ceci signifie que ce n'est pas un concerto pour piano, mais un concerto pour piano et orchestre ». De ces deux observations il conclut qu'il fallait faire des coupures ; Rachmaninov avait déjà révisé d'autres œuvres dans le passé, après les avoir écoutées ou jouées. Toutes ces années où Rachmaninov n'était pas à son bureau pour composer ont accru ce sentiment d'insécurité face aux choix des idées qui devaient être exprimées ; ce que certains critiques contemporains ont remarqué en qualifiant la structure du concerto de « décousue ».
Le concerto fut créé le 18 mars 1927 à Philadelphie, avec le compositeur au piano et l'Orchestre de Philadelphie dirigé par Leopold Stokowski. Après une seconde performance le 19 mars, Rachmaninov joua l'œuvre à New York le 22 mars, toujours avec les Trois Chansons russes pour chœur et orchestre. Le verdict de la critique est toujours le même : les Trois Chansons russes sont bien accueillies mais pas le concerto.

### Réception de l'œuvre
Partout les critiques sont acerbes, au point que Rachmaninov n'en avait pas reçu de telles depuis la création de sa Première Symphonie en 1897. Ce ne fut pas une surprise, et encore moins pour le compositeur lui-même. Ce phénomène est comparable aux accueils des dernières œuvres de Debussy, Fauré ou Roussel. Ces hommes, comme Rachmaninov, avaient été alors pointés du doigt pour leur côté conservateur. Chacun a développé son style alors que les critiques considéraient cela plutôt comme un appauvrissement de leur langage. Le Troisième Concerto a bien d'abord été rejeté pour ne pas avoir été une copie du deuxième ! Ensemble, ces deux concertos donnent l'impression d'une forme de composition que Rachmaninov n'avait pas envie de délaisser.
La modernité de ce concerto ne vient pas du nombre important de dissonances par rapport à ses deux prédécesseurs mais de son attitude compositionnelle inhérente[pas clair].

#### Critiques de l'époque
Le Quatrième concerto est créé le 18 mars 1927 sous la direction de Leopold Stokowski avec Rachmaninov au piano. Il connaît un accueil désastreux, à peine tempéré par le succès des Trois Chansons russes op. 41 créées le même soir. Voici un aperçu des critiques de l'époque :
- « Comme Napoléon à Marengo, Serge Rachmaninov a transformé hier soir le pire désastre de sa carrière en une victoire décisive. L'assaut fut donné avec un nouveau concerto… Il se solda par une débâcle cuisante. Après l'entracte, heureusement, un chœur de vingt contraltos et basses allié à un grand orchestre parvint à rédimer la catastrophe »[3].
- « Il y a une tendance mendelssohnienne chez Rachmaninov qui le rapproche plus volontiers du salon que des steppes ; et cette tendace pointe dans son dernier concerto, comme elle pointe dans toute sa musique, tôt ou tard »[4].
- « Ce concerto est un monument d'ennui, de longueur, de banalité et de toc. On y tricote vaguement ceci ou cela, de Liszt à Puccini, de Chopin à Tchaïkovski. Même Mendelssohn a droit à un petit compliment au passage. L'écriture orchestrale a la richesse du nougat et la partie de piano rutile de mille effets éculés […]. De la super-musique de salon. Mlle Cécile Chaminade aurait pu commettre la même chose après son troisième verre de vodka »[5].

### Seconde version
Rachmaninov se découragea du manque de succès du Quatrième Concerto, et de la version originale et de la version révisée. Après les premières représentations, Rachmaninov a fait des coupures, réduit le premier mouvement de 367 à 346 mesures et le finale de 567 à 476 ; le Largo central est le mouvement le moins retouché. Le concerto entier passe ainsi de 1016 à 902 mesures ; c'est cette version qui fut publiée en 1928 par la maison d'édition du compositeur TAIR, à Paris. La nouvelle version fut jouée plusieurs fois en Grande-Bretagne en 1929 puis dans l'Europe entière la même année. Les nouvelles représentations n'obtinrent pas plus de succès que les premières ; Rachmaninov, encore plus découragé, retira le concerto le temps de le réviser une nouvelle fois.
Les pianistes Vladimir Ashkenazy, Leslie Howard, Ievgueni Sudbine, ainsi que le biographe Max Harrison, ont avancé que tout comme pour la Seconde Sonate, Rachmaninov était satisfait de la première version du Quatrième Concerto. Ils trouvent décevant qu'il ait cédé à l'opinion adverse, appauvrissant une œuvre auparavant pleine de force. Pendant que ces révisions impliquaient une volonté excessive de se compromettre, la motivation de faire ces changements suscite l'incompréhension. Rachmaninov lui-même n'aurait peut-être pas simplement compris la nature de cette œuvre, même une fois créée. En revanche, le musicologue Geoffrey Norris avance que Rachmaninov n'est pas allé assez loin dans ses révisions ; les avis sont donc mitigés sur la pertinence de la révision du Quatrième Concerto pour piano.

### Révision
Bien que Rachmaninov ait voulu revoir le Quatrième Concerto après avoir terminé la Troisième Symphonie, il recula la révision de la partition à 1941, soit près de vingt-cinq ans après en avoir commencé l'écriture. C'est de cette façon que le Quatrième Concerto est devenue la dernière composition sur laquelle Rachmaninov ait travaillé : il en révisa l'orchestration, simplifia l'écriture pianistique du Largo central, et revit minutieusement le finale. Il fit d'autres coupures, en plus de celles déjà effectuées en 1928. Ainsi, le premier mouvement passa de 346 à 313 mesures, le deuxième de 80 à 77 et le dernier de 476 à 434. Depuis la première version, le concerto a ainsi perdu près de deux cents mesures. Remaniée, l'œuvre semble avoir une structure moins désordonnée[pas clair] ; c'est cette version que Rachmaninov enregistra le 20 décembre 1941 avec l'Orchestre de Philadelphie dirigé par Eugène Ormandy.
Ormandy et Rachmaninov ont rejoué le Quatrième Concerto avec la Deuxième Symphonie. Rachmaninov, toujours insatisfait, revit l'orchestration et, quelques jours avant l'enregistrement, se plaignit de ne pas avoir eu le temps de réorchestrer l'œuvre comme il l'aurait voulu. Plusieurs de ces modifications sont absentes de la partition ; cependant, elles ont été prises en compte dans les enregistrements d'autres pianistes comme Vladimir Ashkenazy ou Earl Wild
qui ont étudié celui du compositeur lui-même.
Quoique l'on puisse penser de la version de 1941, des ornementations et des éléments de rhétorique en ont été retirés. En outre, le soliste doit être encore plus impliqué que dans certaines parties du Troisième Concerto. Le finale est un excellent exemple pour témoigner de la qualité architecturale du rythme de cette œuvre ; ces deux éléments montrent l'immense virtuosité du dernier mouvement, mais cette virtuosité est loin d'avoir été écrite pour plaire au public. 
Peu avant sa mort, Rachmaninov s'était engagé dans la transcription du Finale pour deux pianos ; à la demande de sa femme, désormais veuve, c'est Robert Russell Bennett qui en acheva la réduction.

### Redécouverte du manuscrit de la version originale
En 2000, la Rachmaninoff Estate a autorisé Boosey & Hawkes, avec l'assistance des experts Robert Threlfall et Leslie Howard, à publier le manuscrit sans coupures de 1926. Ondine records a enregistré l'œuvre avec Alexander Ghindin et l'Orchestre philharmonique d'Helsinki dirigé par Vladimir Ashkenazy. La publication du manuscrit original suscita beaucoup d'intérêt car la révision de la Seconde Sonate lui fut nuisible[Pour qui ?]. Dans les œuvres qu'il revit, Rachmaninov ôta beaucoup de passages pour peu en rajouter. La possibilité de lire le manuscrit du Quatrième Concerto permet donc de voir ce que le compositeur avait en tête lorsqu'il le commença.

## Analyse de l'œuvre
L'orchestration donnée ci-contre est celle de la troisième version de 1941.
Comparé à ses prédécesseurs, le Quatrième concerto comprend des éléments thématiques avec un raffinement des textures au piano et dans l'orchestre. Cela fait partie de l'évolution du langage de Rachmaninov : les orchestrations du troisième concerto et de la nouvelle version du premier sont moins complexes que celle du deuxième.
Rachmaninov avait déjà utilisé de courts motifs thématiques et des motifs rythmiques forts dans les Préludes op. 32 ; ce raffinement du langage en particulier dans l'orchestration remonte à l'époque des Cloches et s'entend déjà dans la Résurrection de Lazare.

### Allegro vivace (Alla breve)
Ce premier mouvement marqué Allegro vivace (Alla breve) est selon certains de forme sonate. C'est l'orchestre qui ouvre le concerto avec un thème ascendant et vigoureux (A1) ; le piano répond avec un autre thème marqué pesante (A2), accompagné parcimonieusement par l'orchestre. Ensuite, le piano expose le thème B, dérivé de A2, quand soudain surgit un dramatique solo de flûte (m. 53). Plus loin apparaît le thème C joué par un cor (m. 71), puis repris par le piano (m. 77). Poétique et très mélodique, il se termine par des ornements chopinesques. Une brève rafale marquée veloce permet la transition avec la partie D. Partie de transition elle aussi, le piano parcourt le mode lydien à partir de sol bémol (m. 112). La partie E, retournant au tempo de départ (alla breve) est jouée par l'orchestre accompagné par les ornements du piano. Elle commence mesure 113. Le thème, d'abord présenté en sol mineur, est ré-exposé mesure 124 en fa mineur. Plus tard, une échelle ascendante commençant dans les graves du piano notée a tempo meno mosso e poco a poco accelerando montre que la partie E prépare une récapitulation ; basé sur la figure montante de A2, le crescendo sur un tempo rubato mesure 196 avec le retour du thème E. S'ensuit la partie F qui consiste en deux sections, F1 (m. 202) puis F2 (m. 210). F1 est un passage virtuose pour le piano montrant l'oscillation entre un accord de tonique et une sixte napolitaine. Un soudain changement de mode se produit mesure 214, avec une référence à la figure A2 (m. 216-218). Le beau thème ondulant de la partie C réapparaît mesure 220, accompagné par des arpèges au piano. C'est ensuite au tour de la partie F de refaire son apparition mesure 227, avec un changement de mode mesure 231. La flûte rejoue le thème C, cette fois en fa dièse mineur (m. 235).

## Influences

### Musique moderne

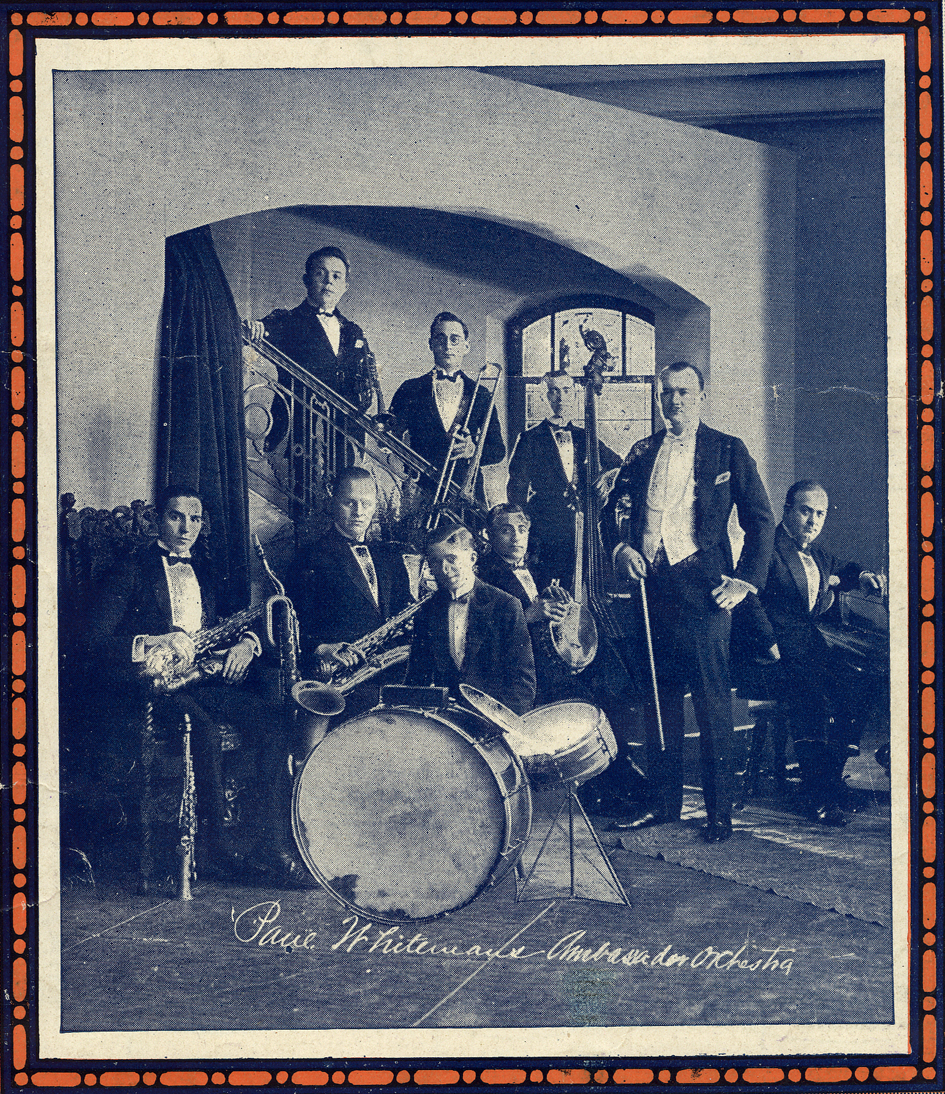
Paul Whiteman et son orchestre en 1921. Rachmaninov était un grand admirateur de leur musique.

Si Rachmaninov n'aimait pas ses contemporains, il était néanmoins averti des découvertes de Bartók, Hindemith, Stravinsky, Schönberg et du Groupe des Six. En 1916, peu avant la révolution d'Octobre, le critique russe Leonid Sabaneïev a noté une évolution dans le style de Rachmaninov après l'audition de huit Études-Tableaux op. 39 jouées par le compositeur lui-même :
« Ce grand talent est maintenant dans une période de recherche. Il est évident que l'originalité du compositeur (dont je considère le Second Concerto comme l'apogée) a cessé de le satisfaire. Ses recherches sont intéressantes. Bien que je ne considère pas personnellement Rachmaninov comme un phénomène de premier ordre, on sent en lui une puissance intérieure énorme, et sa personnalité artistique promet plus encore que ce qu'il nous avait montré jusque-là. »
D'autres critiques ont également remarqué une nouvelle angularité dans ce nouvel opus d'études-tableaux (le pianiste Sviatoslav Richter parle de ce « style coupant » qui influença l'écriture pianistique de Prokofiev) ; en 1915, Rachmaninov a donné des récitals Scriabine à la mémoire de son rival : il est évident que sa musique l'a beaucoup influencée.

### Jazz

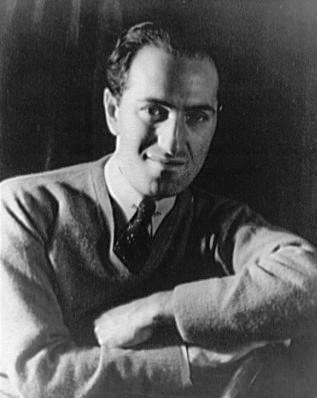
George Gershwin en 1937, compositeur de la Rhapsody in Blue qui influença beaucoup l'écriture du Quatrième Concerto de Rachmaninov.

Mais c'est surtout l'influence du jazz que l'on ressent dans le Quatrième Concerto, en particulier celle de la Rhapsody in Blue, un concerto pour piano et orchestre de Gershwin datant de 1924, soit quelques années avant que Rachmaninov finisse le sien. Lorsqu'on parle des liens qu'avait Rachmaninov avec le jazz, on est obligé de mentionner sa présence à la première de la Rhapsody in Blue le 12 février 1924. C'était aussi un fervent fidèle des orchestres de jazz de Fletcher Henderson, Duke Ellington et Paul Whiteman, dont il achète régulièrement les disques. Très amateur de pianiste de jazz comme Eddy Duchin, on prétend même qu'il a composé des fox-trots - tout comme Chostakovitch.

## Discographie sélective

### Enregistrement du compositeur
Rachmaninov lui-même a enregistré le Quatrième Concerto dans son ultime révision le 20 décembre 1941, avec l'Orchestre de Philadelphie dirigé par Eugène Ormandy.

### Version manuscrite
- Alexandre Ghindine, avec l'Helsinki Philharmonic Orchestra dirigé par Vladimir Ashkenazy, 2001 (premier enregistrement).
- Ievgueni Sudbine, avec le North Carolina Symphony dirigé par Grant Llewellyn, janvier 2008.
- Alain Lefèvre, avec le Montreal Symphony Orchestra dirigé par Kent Nagano, septembre 2011.

### Version de 1928
- William Black, avec le Icelandic Symphony Orchestra dirigé par Igor Buketoff. Enregistré en 1992, il s'agit du seul enregistrement complet de la version de 1928.

Il existe également un enregistrement du troisième mouvement seul, par Mikhail Rudy et l'Orchestre philharmonique de Saint-Pétersbourg dirigé par Mariss Jansons. Par ailleurs, il existe deux versions non commerciales conservées aux Archives internationales de piano de l'Université du Maryland : un concert du 3 mai 1973 avec le pianiste Gunnar Johansen et le Louisville Orchestra dirigé par Jorge Mester à Indianapolis dans le cadre du Festival de musique romantique de l'université Butler ; l'autre est un enregistrement du 12 novembre 1939 réalisé à la Radio City Music Hall par Henrietta Schumann et le Radio City Orchestra dirigé par Erno Rapee, apparemment le premier enregistrement de l'œuvre, avant celui par le compositeur en 1941. L'enregistrement de Henrietta Schumann comprend cinq faces de trois disques 78 tours qui ont été adaptés au format CD par les Archives internationales de piano de Maryland, qui ont profité de l'occasion pour réduire les craquements et corriger la hauteur de lecture. Certaines parties du concerto ont disparu à cause des anciennes techniques d'enregistrement.

### Version de 1941
- Arturo Benedetti Michelangeli, avec l'Orchestre Philharmonia dirigé par Ettore Gracis, 1957.
- Earl Wild, avec l'Orchestre philharmonique royal dirigé par Jascha Horenstein, 1965.
- Vladimir Ashkenazy, avec l'Orchestre symphonique de Londres dirigé par André Previn, 1972.
- Vladimir Ashkenazy, avec l'Orchestre royal du Concertgebouw dirigé par Bernard Haitink, 1986.
- Mikhail Rudy, avec l'Orchestre philharmonique de Saint-Pétersbourg dirigé par Mariss Jansons, 1993.
- Jean-Yves Thibaudet, avec l'Orchestre de Cleveland dirigé par Vladimir Ashkenazy, 1996.
- Boris Berezovsky, avec l'Orchestre philharmonique de l'Oural dirigé par Dmitri Liss, 2006.
- Leif Ove Andsnes, avec l'Orchestre symphonique de Londres dirigé par Antonio Pappano, 2010.
- Valentina Lisitsa, avec l'Orchestre symphonique de Londres, dirigé par Michael Francis (en), enregistré en 2013.
- Daniil Trifonov, avec l'Orchestre de Philadelphie, dirigé par Yannick Nézet-Séguin, enregistré en 2018.
- Yuja Wang, avec l'Orchestre philharmonique de Los Angeles, dirigé par Gustavo Dudamel, enregistré en 2023.

### Ouvrages en anglais
- Bertensson, Sergei and Jay Leyda, with the assistance of Sophia Satina, Sergei Rachmaninoff—A Lifetime in Music, New York, New York University Press, 1956.
- Harrison, Max, Rachmaninoff: Life, Works, Recordings, London and New York, éd. Continuum, 2005,  (ISBN 0-8264-5344-9).
- Matthew-Walker, Robert, Arms of Steel, Heart of Gold, International Piano Quarterly, No. 11 (Spring 2000).
- Mattnew-Walker, Robert, Rachmaninoff, London and New York, Omnibus Press, 1980,  (ISBN 0-89524-208-7).
- Norris, Gregory, Rachmaninoff, New York, éd. Schirmer Books, 1993,  (ISBN 0-02-870685-4).
- Norris, Gregory, ed. Stanley Sadie, The New Grove Dictionary of Music and Musicians, London, Macmillan Publishers, 1980, 20 vols.  (ISBN 0-333-23111-2).
- Pigott, Patrick, Rachmaninov Orchestral Works, Seattle, University of Washington Press, 1974).

### Ouvrages en français
- Jacques-Emmanuel Fousnaquer, Rachmaninov, éditions du Seuil, 1994,  (ISBN 2-02-013699-6).